# 太平洋棘孔珊瑚
太平洋棘孔珊瑚（学名：Echinopora pacificus）为菊珊瑚科棘孔珊瑚屬下的一个种。